# طباعة داي نيبون
 طباعة داي نيبون (大日本印刷 Dai Nippon Insatsu) هي شركة طباعة يابانية، التي أُنشئت في عام 1876. تعمل شركة الطباعة في ثلاثة مجالات المعلومات والاتصالات، نمط الحياة ولوازم صناعية والالكترونيات.
تشارك في مجموعة متنوعة واسعة من عمليات الطباعة، بدءًا من المجلات من خلال ظل الأقنعة لإنتاج شاشات العرض، وكذلك اقتران تعزيز هياكل LCD، وتشتت لعرض الإضاءة الخلفية. فإن الشركة لديها أكثر من 35,000 موظف.